# Centropogon argutus
Centropogon argutus är en klockväxtart som beskrevs av Franz Elfried Wimmer. Centropogon argutus ingår i släktet Centropogon och familjen klockväxter. Inga underarter finns listade i Catalogue of Life.